# Зайдлер Олександр Менделевич
Зайдлер Олександр Менделевич (нар. 15 липня  1931, Дніпропетровськ — 22 серпня 2018, Мюнхен). Майстер спорту (1960), інструктор-методист 1-ї категорії, «Сніговий барс» (1970), заслужений тренер України (1972). Громадський фонд «Гірський клуб». Інженер-металург. Гол. інженер проектів електричної частини ряду прокатних і трубопрокатних цехів металургійних заводів України та за кордоном.
Альпінізмом почав займатися в 1950 році — сходження на Сх. Ельбрус. Перший інструктор — Ю. Скурлатов. 1956 р. — закінчив Українську школу інструкторів альпінізму. Серед багатьох десятків здійснених сходжень виділяються:
- 1959 — Гол. Талгар (4973 м) по зах. стіні;
- 1961 — Тютюбаші (4460 м) по півн. стіні і Ц. Шхельда (4295 м) по півн. стіні;
- 1963- пік Щуровського (4259 м) по бастіону;
- Пік Леніна (1966, 1976, 1980);
- Пік Комунізму (1967, 1980);
- Пік Корженевської (1969, 1980, 1986);
- 1970 р. — пік Перемоги;
- 1979 р. — пік Революції;
- 1982 р. — Хан-Тенгрі.
- 1985 р. — Монблан, Компанілла Бассо (Італія).
- 1988 р. — вершина Шаста (США).

На його рахунку 10 першосходжень, в т.ч: 1964 р. — через Сугане на пік Українського комсомолу; 1966 р. — в Заалайському хр. на пік Петровського; 1975 р. — хр. Академії наук — на пік Івана Франка.
Велика частина сходжень здійснена в якості керівника груп і команд.
З 1957 року працював інструктором в альптаборах «Металург», «Талгар», «Ельбрус», Українській школі інструкторів альпінізму. Був керівником і нач. уч. частини численних спортивних зборів, експедицій, альпініад. Уповноважений Всекомфізкульта на Памірі і Паміро-Алаї. З 1965 року — голова Федерації альпінізму Дніпропетровської області; член Президії і Виконкому, голова Комісії у справах молоді ФАіС України; член Молодіжної комісії.
Активно друкується з актуальних питань альпінізму. У співавторстві з О. С. Зюзіним і І. Є. Кацнельсоном написана книга «Від Ельбруса до піка Комунізму».
Помер в Мюнхені у віці 88 років.

#### Ресурси Інтернету
- «Снежный барс» Олександр Зайдлер [Архівовано 13 лютого 2019 у Wayback Machine.]
- Жизнь как восхождение [Архівовано 13 лютого 2019 у Wayback Machine.]
- Человек особой выплавки [Архівовано 13 лютого 2019 у Wayback Machine.]
- [Архівовано 13 лютого 2019 у Wayback Machine.]